# Iwan Stieblin-Kamienski
Iwan Iwanowicz Stieblin-Kamienski, ros. Иван Иванович Стеблин-Каменский (ur. 31 października 1895 w Sankt Petersburgu, zm. w sierpniu 1944 r. w rejonie Smoleńska) – rosyjski wojskowy, emigracyjny działacz kulturalny, tłumacz Wehrmachtu podczas II wojny światowej.
W 1914 r. ukończył morski korpus kadetów. Służył w stopniu miczmana we flocie czarnomorskiej na pancerniku liniowym „Pantalejmon”. Uczestniczył w walkach morskich z Turkami. Został odznaczony Orderem Św. Anny 4 klasy. W połowie listopada 1915 r. został przeniesiony na niszczyciel „Gromkij”, a kilkanaście dni później na niszczyciel „Sczastliwyj”. Od połowy stycznia 1916 r. służył na niszczycielu „Gniewnyj”. Pod koniec lutego tego roku powrócił na niszczyciel „Sczastliwyj”. Na początku września przeszedł na okręt łącznikowy „Bierezań” podporządkowany sztabowi floty. Pod koniec września ponownie powrócił na niszczyciel „Sczastliwyj”. Pod koniec 1916 r. odznaczono go Orderem Św. Włodzimierza 4 klasy. W połowie stycznia 1917 r. został przeniesiony na niszczyciel „Pospiesznyj”. W 1919 r. odkomenderowano go do Konstantynopola. W połowie listopada 1920 r. ewakuował się wraz z flotą wojenną białych z Krymu do Bizerty. We wrześniu 1921 r. wstąpił do floty handlowej. Następnie pracował jako taksówkarz we Francji. Od końca 1933 r. był członkiem „Towarzystwa Przyjaciół Czasopisma Czasowoj”. W latach 1938–1939 pełnił funkcję zastępcy redaktora, a następnie redaktora czasopisma wojskowego „Armija i Fłot”. W okresie II wojny światowej był tłumaczem w Wehrmachcie. Od 1943 r. pełnił tę funkcję w sztabie 206 Dywizji Piechoty na froncie wschodnim. W sierpniu 1944 r. pod Smoleńskiem prawdopodobnie popełnił samobójstwo. Według części źródeł mógł zginąć w walce.